# Colnrade
Colnrade è un comune di 840 abitanti della Bassa Sassonia, in Germania.
Appartiene al circondario (Landkreis) di Oldenburg (targa OL) ed è parte della comunità amministrativa (Samtgemeinde) di Harpstedt.